# 中国致公出版社
中国致公出版社是中华人民共和国的一家出版社，由中国致公党中央委员会主管，中国城镇化促进会、湖北知音传媒集团主办。